# Berthold Epstein
Berthold Epstein (1. dubna 1890, Plzeň – 9. června 1962, Praha) byl český lékař – pediatr a vysokoškolský pedagog. Byl synovcem předního českého pediatra a přednosty kojenecké kliniky Aloise Epsteina.

## Biografie
Epstein vystudoval střední školu v Plzni, pak lékařskou fakultu na universitě ve Vídni a v Praze. Krátce po promoci narukoval jako vojenský lékař v první světové válce a strávil celé 4 roky na různých frontách. Po válce pracoval 2 roky v Berlíně na dětské klinice prof. Czerného jako asistent. Tam také napsal své první vědecké práce.
Po návratu z Berlína přišel na druhou dětskou kliniku prof. MUDr. Fischla v Praze a v krátké době se stal docentem (1924). V roce 1931 byl jmenován mimořádným profesorem a v roce 1932 po smrti prof. Fischla mu bylo svěřeno vedení II. dětské německé kliniky v bývalém nalezinci. Řádným profesorem byl jmenován v roce 1937. Byl členem československých i mezinárodních lékařských společností a vědeckých spolků a jedním z redaktorů mezinárodního časopisu „Annales pediatrici“, vycházejícího v Basileji. Oženil se s Otilií rozenou Ecksteinovou.
V r. 1939 byl pro svůj židovský původ zbaven nacisty své funkce profesora a odejel na pozvání norských úřadů do Oslo, kde mu bylo svěřeno vedení ústavu pro děti ohrožené tuberkulózou. Po okupaci Norska německou armádou byl 27. října 1942 zatčen a deportován do Německého koncentračního a vyhlazovacího tábora v Osvětimi – Březince v Horním Slezsku v Polsku (německy Auschwitz-Birkenau), kde pracoval jako lékař v židovském a cikánském táboře. Spolupracoval z donucení s Mengelem, podílel se na experimentech na dětech a selekci vězňů. Po osvobození tábora pracoval v epidemiologické službě armádní skupiny gen. Svobody. Bylo mu uděleno sovětské vyznamenání „Za vítězství“. Svědčil v procesech s německými válečnými zločinci.
Po válce mu nebyl v Československu uznán jeho akademický titul, který získal na německé universitě, ani se pro něho nenašlo pracoviště, kde by mohl plně uplatnit své dlouholeté zkušenosti. Teprve v r. 1948 byl mu akademický titul vrácen a od 1. října 1949 byl jmenován primářem dětsko-kojeneckého oddělení Fakultní nemocnice Bulovka v Praze 8. Prof. Berthold Epstein zemřel na infarkt myokardu 9. června 1962.

## Dílo
Uveřejnil téměř 100 prací o různých otázkách pediatrie. Řada jeho prací pojednává o dětské tuberkulóze. První stanovil inkubační dobu této nemoci. Ukázal, že některé rozsáhlé plicní změny při dětské tuberkulose jsou vlastně bezvzdušnou plicní tkání. Věnoval se intensivně i otázce prevence tuberkulózy u dětí. První v republice očkoval děti injekční metodou proti tuberkulóze. Popsal jako prvý vůbec některé změny, které očkování proti tuberkulóze může vyvolat v plicní tkáni.
Po dlouhá léta se prof. MUDr. Epstein staral pečlivě o výchovu mladých lékařů. Z jeho kliniky vyšla řada významných dětských lékařů. Byl si vždy vědom, jaký význam pro dětskou péči mají dobře vyškolené zdravotní sestry, a byl jedním z prvních v Československu, který zařizoval a vedl školy pro dětské sestry.